# محوطه قلایچه
محوطه قلایچه مربوط به دوره اشکانیان است و در شهرستان پل‌دختر، بخش مرکزی، دهستان جایدر، ۱ کیلومتری شمال شرق روستای ولیعصر واقع شده و این اثر در تاریخ ۲۸ اسفند ۱۳۸۵ با شمارهٔ ثبت ۱۸۴۵۶ به‌عنوان یکی از آثار ملی ایران به ثبت رسیده است.